# Тимелія-темнодзьоб китайська
Тиме́лія-темнодзьо́б китайська (Stachyris nonggangensis) — вид горобцеподібних птахів родини тимелієвих (Timaliidae). Мешкає в Китаї і В'єтнамі.

## Опис
Довжина птаха становить 16-17 см, вага 33-38 г. Забарвлення переважно темно-коричневе, горло і груди поцятковані білими плямками, на скронях біла смуга у формі півмісяця. Очі світлі, дзьоб і лапи чорнуваті.

## Поширення і екологія
Китайські тимелії-темнодзьоби поширені в басейні річки Меконг на південному заході Гуансі (Китай) та, можливо, на північному сході В'єтнаму і в провінції Юньнань. Вони живуть в тропічних лісах, які переважно складаються з Burretiodendron hsienmu, серед карстових скель, гніздяться в заглибинах скель. Живляться комахами та іншими безхребетними.

## Відкриття і збереження
Вид був відкритий у лютому 2005 року в заповіднику Нонґґан (弄岗自然保护区), а науково описаний у 2008 році. Через обмежений ареал МСОП класифікує китайську тимелію-темнодзьоба як вразливий вид. За оцінками дослідників, популяція виду становить від 2500 до 10000 птахів. Їм може загрожувати знищення природного середовища.